# Helmut Kapitulski
Helmut Kapitulski (* 29. September 1934 in Dortmund) ist ein ehemaliger deutscher Fußballspieler, der mit Borussia Dortmund 1956 und 1957 die deutsche Meisterschaft gewann.

## Karriere

### Borussia Dortmund, 1946–1957
Im Alter von 12 Jahren hat Helmut Kapitulski, der zwei Minuten vom Borsigplatz entfernt aufgewachsen ist, in der Jugend beim BVB 09 mit dem Fußballspiel im Verein begonnen. Ab der Runde 1953/54 gehörte er der Oberliga-Mannschaft an. Stammspieler auf Linksaußen war zu dieser Zeit der B-Nationalspieler Hans Flügel. Deshalb kam der 19-jährige Flügelspieler in seiner Debütrunde in der Oberliga zu nur vier Spieleinsätzen. Sein erstes Spiel bestritt er am 25. Oktober 1953 bei der 1:2-Heimniederlage gegen den Rheydter SV. Sein erster Treffer in der höchsten Liga im Fußball-Westen gelang ihm am 7. November 1954 mit dem 2:1-Siegtor gegen Westfalia Herne. In der dritten Runde avancierte er zum Stammspieler am linken Flügel und feierte mit der Borussia große Erfolge. Am 24. Juni 1956 wurde der Karlsruher SC im Berliner Olympiastadion mit 4:2 Toren geschlagen und damit die deutsche Fußballmeisterschaft gewonnen. Zwölf Monate später wurde die Meisterschaft mit einem 4:1-Sieg am 23. Juni 1957 gegen den Hamburger SV in derselben Aufstellung wie im Jahr zuvor erfolgreich verteidigt. In der Runde 1956/57 erlebte der dribbelstarke Techniker am linken Flügel die Atmosphäre im Europapokal. Der BVB benötigte drei Spiele in der ersten Runde gegen Spora Luxemburg um nach Manchester zum Old-Trafford-Stadion zur Auseinandersetzung mit dem englischen Meister Manchester United reisen zu können. Gegen das Team von Matt Busby gelang Helmut Kapitulski am 17. Oktober 1956 in der 68. Spielminute der 1:3-Anschlusstreffer bei der 2:3-Niederlage. Nach dem zweimaligen Gewinn der deutschen Meisterschaft wechselte der Dortmunder-Trainer Helmut Schneider in den Südwesten zum FK Pirmasens. Helmut Kapitulski ging mit seinem Trainer ebenfalls nach Pirmasens. Er hatte von 1953 bis 1957 in der Oberliga West für den BVB 76 Spiele mit 15 Toren bestritten.

### FK Pirmasens, 1957–1964
Pirmasens wurde unter der Regie des auf dem Horeb als Spielmacher agierenden Helmut Kapitulski dreimal in Folge in den Jahren 1958–1960 Meister in der Oberliga Südwest. Im Südwesten entwickelte „Kapi“ auch Torjägerqualitäten und lieferte in den drei Meisterjahren die Trefferfolge von 24, 25 und 26 Toren für seinen neuen Verein ab. Er war Spielmacher und Torschütze des FKP. In den Endrunden um die deutsche Fußballmeisterschaft – Kapitulski bestritt alle 18 Spiele (11 Tore) für Pirmasens in der Zeit von 1958 bis 1962 – gelang der große Wurf aber nicht. Aus finanziellen Gründen wurden immer im Ludwigshafener Südweststadion die zugkräftigen Gegner empfangen, was sich zwar für die Kasse rechnete, aber sportlich ein Spiel auf neutralem Boden bedeutete und damit den wichtigen Heimvorteil merklich relativierte. Auch mit den Stürmerkollegen Rolf Fritzsche und Klaus Matischak konnte sich Kapitulski in der Endrunde 1962 nicht mit dem FKP gegen Eintracht Frankfurt, Hamburger SV und den 1. FC Köln behaupten. In der Oberliga Südwest kam er von 1957 bis 1963 auf 176 Spiele für Pirmasens. Er erzielte dabei 125 Tore. In der Runde 1963/64 versuchte er den nicht nominierten Verein in die Bundesliga zu führen. Zwar gelang der Einzug in die Aufstiegsrunde – zum Erreichen des 2. Platzes in der Regionalliga hatte er in 37 Spielen 31 Tore beigesteuert – Hannover 96 setzte sich aber als Aufsteiger durch. Darauf wechselte der 30-Jährige auf den Betzenberg zum benachbarten 1. FC Kaiserslautern.

### Nationalmannschaft, 1956–1959
Die erste Berufung in ein DFB-Team erhielt Kapitulski zum Spiel der Juniorennationalmannschaft am 19. Dezember 1956 in Lüttich gegen die Auswahl Belgiens. Beim 3:2-Sieg bildete er zusammen mit seinem Vereinskollegen Aki Schmidt von Borussia Dortmund, der sich auch als dreifacher Torschütze auszeichnete, den linken Flügel. Nach der Weltmeisterschaft 1958 in Schweden, erhielt er von Bundestrainer Sepp Herberger die Chance zur Bewährung in der A-Nationalmannschaft. Am 19. November 1958 spielte er Linksaußen beim 2:2 gegen Österreich. An die Leistung von Helmut Rahn auf dem rechten Flügel kam er aber nicht heran – der „Boss“ erzielte beide Treffer – und weitere Berufungen zur Nationalmannschaft blieben in Folge aus. Mitgrund hierfür war sein Wechsel im Verein in die Spielmacherrolle. Aber gerade die linke Flügelposition wurde vom Bundestrainer gesucht. Bezeichnend war seine Position auf Halblinks am 8. November 1959 in Saarbrücken beim 2:1-Sieg der B-Nationalmannschaft gegen die Auswahl Ungarns. Hier stürmte Theo Klöckner am linken Flügel. Peter Grosser und „Kapi“ waren für den Spielaufbau im Mittelfeld zuständig. Repräsentativ erfuhr Kapitulski für die Westauswahl und den Südwesten weitere Berufungen.

### 1. FC Kaiserslautern, 1964–1968
In den vier Runden in Kaiserslautern in der Bundesliga erlernte der Routinier – mit Stärken im anspruchsvollen Spielaufbau und Torabschluss – in erster Linie den Kampf um den Klassenerhalt. Die Spielernamen dieser Ära in Kaiserslautern (wie z. B.: Uwe Klimaschefski, Otto Rehhagel und Dietmar Schwager) dokumentieren Einsatz, Kampfkraft und beständige Auseinandersetzung mit dem Abstiegsgespenst. Kapitulski brachte es auf 98 Spiele in der Bundesliga mit 22 Toren. Der 1. FC Kaiserslautern erkämpfte sich jeweils den Klassenerhalt. Mit 34 Jahren kehrte er wieder nach Pirmasens zurück.

## Ausklang, 1968–1973
Der ehemalige Mann vom Borsigplatz spielte noch zwei Runden in der Regionalliga Südwest mit dem FK Pirmasens von 1968 bis 1970. Durch den zweiten Tabellenplatz 1970 kam er noch zu zwei Einsätzen in der Aufstiegsrunde zur Bundesliga im Juni 1970 gegen den VfL Bochum und die Offenbacher Kickers. Helmut Kapitulski – zweifellos der prominenteste Pirmasenser Spieler aller Zeiten- zog sich mit 36 Jahren aus dem Leistungsfußball zurück und übernahm ab 1970 die Funktion des Spielertrainers beim FC Dahn. Er übte diese Aufgabe drei Jahre aus. Danach betreute er in der Umgebung von Pirmasens noch mehrere kleine Amateurvereine.

## Sonstiges
Der gelernte Stahlbauschlosser, der in Pirmasens als Technischer Angestellter tätig gewesen war und Vater von drei Kindern ist, lebt in Lemberg.
Seit dem Tod von Karl Ringel am 4. Mai 2024 ist Helmut Kapitulski der älteste noch lebende deutsche Nationalspieler.